# Brice Sensabaugh
Brice P. Sensabaugh (Orlando, Florida; 30 de octubre de 2003) es un baloncestista estadounidense que pertenece a la plantilla de los Utah Jazz de la NBA. Con 1,96 metros de estatura, juega en la posición de alero. 

## Trayectoria deportiva

### Universidad
Jugó una temporada con los Hawkeyes de la Universidad de Iowa,en la que promedió 16,3 puntos, 5,4 rebotes y 1,2 asistencias por partido. Al término de la temporada fue incluido en el tercer mejor quinteto de la Big Ten Conference y en el mejor quinteto freshman. El 25 de marzo de 2023 se declaró elegible para el draft de la NBA, renunciando a los años que le quedaban de universidad.

#### Estadísticas
| Año     | Equipo     | PJ | PT | MPP  | %TC  | %3P  | %TL  | RPP | APP | ROB | TPP | PPP  |
| ------- | ---------- | -- | -- | ---- | ---- | ---- | ---- | --- | --- | --- | --- | ---- |
| 2022–23 | Ohio State | 33 | 21 | 24.5 | .480 | .405 | .830 | 5.4 | 1.2 | .5  | .4  | 16.3 |

### Profesional
Fue elegido en la vigesimoctava posición del Draft de la NBA de 2023 por los Utah Jazz.

## Estadísticas de su carrera en la NBA

### Temporada regular
| Año     | Equipo | PJ  | PT | MPP  | %TC  | %3P  | %TL  | RPP | APP | ROB | TPP | PPP  |
| ------- | ------ | --- | -- | ---- | ---- | ---- | ---- | --- | --- | --- | --- | ---- |
| 2023-24 | Utah   | 32  | 11 | 18.3 | .390 | .296 | .902 | 3.2 | 1.7 | .4  | .2  | 7.5  |
| 2024-25 | Utah   | 71  | 15 | 20.2 | .459 | .422 | .890 | 3.0 | 1.5 | .6  | .1  | 10.9 |
| Total   | Total  | 103 | 26 | 19.6 | .441 | .392 | .895 | 3.0 | 1.6 | .6  | .1  | 9.8  |